# Roodstaartminla
De roodstaartminla (Minla ignotincta) is een zangvogel uit de familie Leiothrichidae.

## Verspreiding en leefgebied
Deze soort komt voor van de Himalaya tot centraal China en noordelijk Indochina en telt vier ondersoorten:
- M. i. ignotincta: van de centrale en oostelijk Himalaya tot zuidwestelijk China en zuidoostelijk Myanmar.
- M. i. mariae: zuidelijk China en noordelijk Indochina.
- M. i. sini: zuidoostelijk China.
- M. i. jerdoni: centraal en zuidelijk-centraal China.

## Status
De grootte van de populatie is niet gekwantificeerd maar de soort wordt omschreven als vrij algemeen tot zeer algemeen. Op de Rode lijst van de IUCN heeft deze soort de status niet bedreigd.